# Vlag van Marchin
De vlag van Marchin is op onbekende datum bij raadsbesluit vastgesteld als de vlag van de Luikse gemeente Marchin. De vlag kan als volgt worden beschreven:
Drie verticale banen van rood-wit-rood (1:2:1), met een rode vis verticaal geplaatst in de witte baan.
De vlag komt overeen met het vlagontwerp van de Raad van Heraldiek en Vexillologie (Frans: Conseil d’héraldique et de vexillologie). De kleuren van de vlag en de vis zijn afkomstig van het gemeentewapen.